# Jorge María Mejía
Jorge María Mejía (ur. 31 stycznia 1923 w Buenos Aires, zm. 9 grudnia 2014 w Rzymie) – argentyński duchowny katolicki, wysoki urzędnik Kurii Rzymskiej, kardynał.

## Życiorys
Studiował w seminarium w Villa Devoto koło Buenos Aires, przyjął święcenia kapłańskie 22 września 1945. Pracował krótko w parafii Santa Rosa de Lima w Buenos Aires, następnie wyjechał na dalsze studia do Rzymu. Na Angelicum obronił doktorat z teologii, w Papieskim Instytucie Biblijnym uzyskał licencjat z nauk biblijnych. Był wykładowcą kilku uczelni katolickich w Argentynie, m.in. na Wydziale Teologicznym Katolickiego Uniwersytetu Argentyny prowadził zajęcia z egzegezy Pisma Świętego, biblijnej greki i hebrajskiego oraz archeologii. W latach 1956–1977 kierował pismem katolickim „Criterio”. Odbył studia podyplomowe w Szkole Biblijnej w Jerozolimie, następnie prowadził gościnnie wykłady w Instytucie Ekumenizmu w Tantur (Izrael). Jako ekspert brał udział w obradach Soboru Watykańskiego II. Pełnił funkcję szefa Komisji Ekumenizmu archidiecezji Buenos Aires, następnie sekretarza Departamentu Ekumenizmu Rady Episkopatów Latynoamerykańskich. W latach 1969–1972 był przewodniczącym komitetu wykonawczego Światowej Katolickiej Federacji Apostolatu Biblijnego, a w 1977 został sekretarzem Papieskiej Komisji ds. Kontaktów z Judaizmem przy Sekretariacie Jedności Chrześcijan. Otrzymał tytuł kapelana Jego Świątobliwości (20 września 1978).
W marcu 1986 został mianowany biskupem tytularnym Apollonia i wiceprezydentem Papieskiej Komisji Iustitia et Pax; sakrę biskupią odebrał 12 kwietnia 1986 w Rzymie z rąk kardynała Rogera Etchegaraya (prezydenta Komisji Iustitia et Pax), któremu towarzyszyli arcybiskupi Eduardo Martinez Somalo i Antonio Maria Javierre Ortas. Brał udział w IV konferencji generalnej Episkopatów Latynoamerykańskich w Santo Domingo (Dominikana, październik 1992). W marcu 1994 został promowany na arcybiskupa tytularnego i mianowany sekretarzem Kongregacji ds. Biskupów; objął również funkcję sekretarza Kolegium Kardynalskiego. 7 marca 1998 został Archiwariuszem i Bibliotekarzem Świętego Kościoła Rzymskiego (prefektem Tajnych Archiwów Watykańskich i Biblioteki Watykańskiej); zastąpił emerytowanego kardynała Luigi Poggiego.
W lutym 2001 Jan Paweł II wyniósł go do godności kardynalskiej, nadając diakonię San Girolamo della Carita. W styczniu 2003 kardynał Mejía ukończył 80 lat i utracił prawo udziału w konklawe, a w listopadzie 2003 został zwolniony z obowiązków Archiwariusza i Bibliotekarza św. Kościoła Rzymskiego ze względu na podeszły wiek; zastąpił go francuski kardynał Jean-Louis Tauran.
21 lutego 2011 został awansowany do rangi kardynała prezbitera.
13 marca 2013 przeszedł zawał serca i trafił do kliniki Piusa XI w Rzymie, gdzie 15 marca odwiedził go papież Franciszek.